# 基林 (得克萨斯州)
基林（Killeen）是美国得克萨斯州贝尔县的一座城市，面积91.7平方公里。根据2000年美国人口普查，共有人口86,911。